# Remmius
Remmius là một chi nhện trong họ Sparassidae.